# Saurosphargis
Saurosphargis is een geslacht van aquatische reptielen waarvan vrij weinig bekend is. De dieren leefden in Europa in het Trias.

## Classificatie en gedrag
Men plaatst Saurospharigis in de groep van de Placodontia, alhoewel men er toch vrij onzeker over is. Aan het skelet is ieder geval wel te zien dat het reptiel waarschijnlijk veel van zijn tijd in het water doorbracht. Men denkt dat de Saurospharis primitief genoeg was om nog aan land te kunnen. Saurosphargis had een paar zogenaamde 'flapjes' aan zijn ribben zitten die in het echt waarschijnlijk stekels waren. Deze bepantsering ontwikkelde zich waarschijnlijk als verdediging. De grootste roofdieren gevonden de Winterswijkse groeve gevonden zijn zijn de Nothosaurus en enkele carnivore vissen. Verder is het opvallend dat de wervels lange uitsteeksels hadden. Er is geen schedel van dit beest gevonden, dus kan er ook niet gezegd worden wat het at. Belangrijk Saurosphargis-materiaal is in de Tweede Wereldoorlog verloren gegaan. 

## Classificatie
De plaats van Saurosphargis in de Placodontia is vrij onduidelijk. De stekels aan de ribben zouden er op kunnen wijzen dat Saurosphargis een overgang is tussen de primitievere Placodonten zonder schild als Placodus en de geavanceerdere Placodonten met schild als Cyamodus. Saurosphargis-materiaal toont echter wel veel gelijkenis met dat van Paraplacodus, wat suggereert dat Saurosphargis wel tot de Placodontoidea behoort. Het is niet duidelijk of Saurosphargis verwant is aan Helveticosaurus, een andere mysterieuze Placodont.

## Fossielen
Saurosphargis is ook in Nederland gevonden, in de Winterswijkse steengroeve. Daar leefde hij samen met de Pachypleurosauriërs Anarosaurus en Dactylosaurus, de Nothosauriër Nothosaurus, de andere Placodont Placodus en waarschijnlijk ook de Prolacertiform Tanystropheus. In dezelfde groeven zijn mysterieuze gefossiliseerde voetsporen van een soort die Rhynchosauroides wordt genoemd gevonden. Deze kunnen wellicht behoren tot de Saurosphargis omdat we niet weten hoe zijn voetafdrukken er precies uitzagen. Het is echter waarschijnlijker dat ze door een Archosauriër, Rhynchosauriër, Dicynodont of zelfs een Tanystropheus zijn gemaakt. Soortgelijke voetsporen werden ook in Afrika aangetroffen waar ze de naam Chirotherium kregen. De voetsporen dateren zoals alle fossielen in de groeve uit het Trias, dus uit het Mesozoïcum, maar uit het begin daarvan, toen er nog geen dinosauriërs rondliepen. In de groeve is ook iets gevonden dat lijkt op een plaat modder als er net een regenbui is geweest. Men is er nog niet uit wat dit is. In Naturalis wordt een fossiel van Sausphargis tentoongesteld naast enkele andere Winterswijk-vondsten.